# Shalbourne
Shalbourne är en ort och civil parish i Storbritannien.   Den ligger i grevskapet Wiltshire och riksdelen England, i den södra delen av landet, 100 km väster om huvudstaden London. Shalbourne ligger 136 meter över havet och antalet invånare är 558.
Terrängen runt Shalbourne är platt. Runt Shalbourne är det ganska tätbefolkat, med 80 invånare per kvadratkilometer. Närmaste större samhälle är Andover, 17,3 km söder om Shalbourne. Trakten runt Shalbourne består till största delen av jordbruksmark.